# Basketball-Weltmeisterschaft der Damen 2006
Die Basketball-Weltmeisterschaft der Damen 2006 (offiziell: World Championship for Women 2006) fand vom 12. September bis 23. September 2006 in Brasilien statt und war die fünfzehnte Basketball-Weltmeisterschaft der Frauen. Ausgetragen wurden die Spiele in São Paulo (Ibirapuera) und im circa 30 Kilometer entfernt liegenden Barueri. Das Turnier wurde gemeinsam organisiert vom Weltbasketballverband FIBA und dem brasilianischen Basketballverband Confederação Brasileira de Basketball.
Das Weltmeisterschaftsturnier bestritten 16 Nationen. Australien gewann die Goldmedaille und den Weltmeister-Titel mit einem 91:74-Sieg über Russland. Nach der Halbfinal-Niederlage gegen Russland holten sich die Vereinigten Staaten mit einem deutlichen 99:59-Sieg über Gastgeber Brasilien die Bronzemedaille und starteten eine Siegesserie, die mit der Weltmeisterschaft 2022 auf (mindestens) 30 siegreiche WM-Partien in Serie anwachsen sollte.

## Teilnehmende Nationen
Außer Brasilien, das sich als Austragungsland automatisch qualifizierte, und den Vereinigten Staaten, die sich als amtierender olympischer Champion qualifizierten, wurden die weiteren 14 Teilnehmer durch kontinentale Qualifikationsturniere bestimmt:
| FIBA Amerika (5 Teilnehmer): - Argentinien - Brasilien (Gastgeber) - Kanada - Kuba - Vereinigte Staaten (Olympiasieger) FIBA Europa (5 Teilnehmer): - Frankreich - Litauen - Russland - Spanien - Tschechien | FIBA Asien (3 Teilnehmer): - China - Chinesisch Taipeh - Südkorea FIBA Afrika (2 Teilnehmer): - Nigeria - Senegal FIBA Ozeanien (1 Teilnehmer): - Australien |

## Austragungsorte
Die Partien der Basketball-Weltmeisterschaft der Damen 2006 wurden in den beiden folgenden Städten der Metropolregion São Paulo ausgetragen:
| São Paulo |

| Barueri |

| São Paulo |

| Barueri |

## Vorrunde
In der Vorrunde wurden die Mannschaften in vier Gruppen zu je vier Mannschaften aufgeteilt. Die ersten drei Mannschaften jeder Gruppe qualifizierten sich für die Zwischenrunde. Die vier übrigen Mannschaften spielten in der Zwischenrunde die Platzierungsrunde um die Plätze 13 bis 16. 

### Gruppe A (Ibirapuera)
Die sechs Partien der Gruppe A wurden in São Paulo ausgetragen.
| Datum      | Team 1      | Team 2      | Ergebnis | 1. Q. | 2. Q. | 3. Q. | 4. Q. | Verl. |
| ---------- | ----------- | ----------- | -------- | ----- | ----- | ----- | ----- | ----- |
| 12.09.2006 | Spanien     | Südkorea    | 87:57    | 25:13 | 21:9  | 22:26 | 19:9  | –     |
| 12.09.2006 | Brasilien   | Argentinien | 71:69    | 27:15 | 13:17 | 14:12 | 17:25 | –     |
| 13.09.2006 | Argentinien | Spanien     | 77:64    | 20:20 | 15:16 | 21:17 | 21:11 | –     |
| 13.09.2006 | Brasilien   | Südkorea    | 106:86   | 23:15 | 20:23 | 37:22 | 26:26 | –     |
| 14.09.2006 | Argentinien | Südkorea    | 73:64    | 20:22 | 23:9  | 23:11 | 7:22  | –     |
| 14.09.2006 | Spanien     | Brasilien   | 67:66    | 24:21 | 16:19 | 15:17 | 12:9  | –     |

| Platz | Team        | Spiele | Siege | Niederl. | Korbpunkte | Punkte |
| ----- | ----------- | ------ | ----- | -------- | ---------- | ------ |
| 1     | Argentinien | 3      | 2     | 1        | 219:199    | 5      |
| 2     | Brasilien   | 3      | 2     | 1        | 243:222    | 5      |
| 3     | Spanien     | 3      | 2     | 1        | 218:200    | 5      |
| 4     | Südkorea    | 3      | 0     | 3        | 207:266    | 3      |

### Gruppe B (Ibirapuera)
Die sechs Partien der Gruppe B wurden in São Paulo ausgetragen.
| Datum      | Team 1     | Team 2  | Ergebnis | 1. Q. | 2. Q. | 3. Q. | 4. Q. | Verl. |
| ---------- | ---------- | ------- | -------- | ----- | ----- | ----- | ----- | ----- |
| 12.09.2006 | Australien | Litauen | 2:0 1    | –     | –     | –     | –     | –     |
| 12.09.2006 | Kanada     | Senegal | 65:64    | 20:13 | 16:14 | 16:14 | 13:23 | –     |
| 13.09.2006 | Litauen    | Kanada  | 84:58    | 24:10 | 22:12 | 20:20 | 18:16 | –     |
| 13.09.2006 | Australien | Senegal | 95:55    | 25:8  | 16:19 | 12:32 | 19:19 | –     |
| 14.09.2006 | Litauen    | Senegal | 74:63    | 19:20 | 6:10  | 24:12 | 25:21 | –     |
| 14.09.2006 | Australien | Kanada  | 97:65    | 27:16 | 14:23 | 25:8  | 31:18 | –     |

| Platz | Team       | Spiele | Siege | Niederl. | Korbpunkte | Punkte |
| ----- | ---------- | ------ | ----- | -------- | ---------- | ------ |
| 1     | Australien | 3      | 3     | 0        | 194:120    | 6      |
| 2     | Litauen    | 3      | 2     | 1        | 158:123    | 5      |
| 3     | Kanada     | 3      | 1     | 2        | 188:245    | 4      |
| 4     | Senegal    | 3      | 0     | 3        | 182:234    | 3      |

### Gruppe C (Barueri)
Die sechs Partien der Gruppe C wurden in Barueri ausgetragen.
| Datum      | Team 1              | Team 2              | Ergebnis | 1. Q. | 2. Q. | 3. Q. | 4. Q. | Verl. |
| ---------- | ------------------- | ------------------- | -------- | ----- | ----- | ----- | ----- | ----- |
| 12.09.2006 | Russland            | Nigeria             | 85:50    | 15:14 | 22:15 | 28:10 | 19:11 | –     |
| 12.09.2006 | Vereinigte Staaten  | Volksrepublik China | 119:72   | 29:13 | 33:21 | 34:22 | 23:16 | –     |
| 13.09.2006 | Russland            | Volksrepublik China | 86:66    | 19:23 | 23:19 | 24:13 | 20:11 | –     |
| 13.09.2006 | Vereinigte Staaten  | Nigeria             | 79:46    | 25:4  | 12:11 | 18:21 | 24:10 | –     |
| 14.09.2006 | Vereinigte Staaten  | Russland            | 90:80    | 33:25 | 22:14 | 20:21 | 15:20 | –     |
| 14.09.2006 | Volksrepublik China | Nigeria             | 71:59    | 24:15 | 9:11  | 20:12 | 18:21 | –     |

| Platz | Team                | Spiele | Siege | Niederl. | Korbpunkte | Punkte |
| ----- | ------------------- | ------ | ----- | -------- | ---------- | ------ |
| 1     | Vereinigte Staaten  | 3      | 3     | 0        | 288:198    | 6      |
| 2     | Russland            | 3      | 2     | 1        | 250:206    | 5      |
| 3     | Volksrepublik China | 3      | 1     | 2        | 209:264    | 4      |
| 4     | Nigeria             | 3      | 0     | 3        | 155:234    | 3      |

### Gruppe D (Barueri)
Die sechs Partien der Gruppe D wurden in Barueri ausgetragen.
| Datum      | Team 1     | Team 2     | Ergebnis | 1. Q. | 2. Q. | 3. Q. | 4. Q. | Verl. |
| ---------- | ---------- | ---------- | -------- | ----- | ----- | ----- | ----- | ----- |
| 12.09.2006 | Frankreich | Tschechien | 62:58    | 17:18 | 12:12 | 15:17 | 18:11 | –     |
| 12.09.2006 | Kuba       | Taiwan     | 75:70    | 19:27 | 14:20 | 26:14 | 16:9  | –     |
| 13.09.2006 | Frankreich | Taiwan     | 100:68   | 25:20 | 26:16 | 23:9  | 26:23 | –     |
| 13.09.2006 | Tschechien | Kuba       | 73:51    | 16:20 | 25:10 | 14:11 | 18:10 | –     |
| 14.09.2006 | Tschechien | Taiwan     | 93:72    | 18:15 | 22:20 | 23:17 | 30:20 | –     |
| 14.09.2006 | Kuba       | Frankreich | 78:73    | 22:19 | 13:15 | 20:10 | 23:19 | –     |

| Platz | Team       | Spiele | Siege | Niederl. | Korbpunkte | Punkte |
| ----- | ---------- | ------ | ----- | -------- | ---------- | ------ |
| 1     | Tschechien | 3      | 2     | 1        | 224:185    | 5      |
| 2     | Frankreich | 3      | 2     | 1        | 235:204    | 5      |
| 3     | Kuba       | 3      | 2     | 1        | 204:216    | 5      |
| 4     | Taiwan     | 3      | 0     | 3        | 210:268    | 3      |

## Zwischenrunde
Alle Ergebnisse und Punkte aus der Vorrunde wurden übernommen. Die jeweils ersten vier Mannschaften der zwei Zwischenrundengruppen E und F qualifizierten sich für das Viertelfinale. Die vier übrigen Mannschaften spielten die Platzierungsrunde um die Plätze 9 bis 12. 

### Gruppe E (Ibirapuera)
Die neun Partien der Gruppe E wurden in São Paulo ausgetragen.
| Datum      | Team 1      | Team 2      | Ergebnis | 1. Q. | 2. Q. | 3. Q. | 4. Q. | Verl. |
| ---------- | ----------- | ----------- | -------- | ----- | ----- | ----- | ----- | ----- |
| 16.09.2006 | Brasilien   | Litauen     | 84:67    | 16:15 | 17:12 | 25:14 | 26:26 | –     |
| 16.09.2006 | Argentinien | Kanada      | 62:58    | 14:17 | 8:14  | 18:11 | 22:16 | –     |
| 16.09.2006 | Australien  | Spanien     | 72:68    | 22:10 | 15:16 | 21:26 | 14:16 | –     |
| 17.09.2006 | Litauen     | Argentinien | 62:47    | 19:9  | 13:15 | 11:10 | 19:13 | –     |
| 17.09.2006 | Australien  | Brasilien   | 82:73    | 17:21 | 30:18 | 21:18 | 14:16 | –     |
| 17.09.2006 | Spanien     | Kanada      | 85:57    | 23:18 | 20:15 | 18:14 | 24:10 | –     |
| 18.09.2006 | Spanien     | Litauen     | 75:55    | 17:21 | 16:11 | 19:10 | 23:13 | –     |
| 18.09.2006 | Brasilien   | Kanada      | 82:41    | 24:13 | 23:11 | 17:8  | 18:9  | –     |
| 18.09.2006 | Australien  | Argentinien | 83:49    | 21:10 | 20:16 | 22:12 | 20:11 | –     |

| Platz | Team        | Spiele | Siege | Niederl. | Korbpunkte | Punkte |
| ----- | ----------- | ------ | ----- | -------- | ---------- | ------ |
| 1     | Australien  | 6      | 6     | 0        | 431:310    | 12     |
| 2     | Spanien     | 6      | 4     | 2        | 446:384    | 10     |
| 3     | Brasilien   | 6      | 4     | 2        | 482:412    | 10     |
| 4     | Litauen     | 6      | 3     | 3        | 342:329    | 9      |
| 5     | Argentinien | 6      | 3     | 3        | 377:402    | 9      |
| 6     | Kanada      | 6      | 1     | 5        | 344:474    | 7      |

### Gruppe F (Barueri)
Die neun Partien der Gruppe F wurden in Barueri ausgetragen.
| Datum      | Team 1              | Team 2              | Ergebnis | 1. Q. | 2. Q. | 3. Q. | 4. Q. | Verl. |
| ---------- | ------------------- | ------------------- | -------- | ----- | ----- | ----- | ----- | ----- |
| 16.09.2006 | Frankreich          | Russland            | 74:64    | 18:18 | 23:9  | 14:20 | 19:17 | –     |
| 16.09.2006 | Tschechien          | Volksrepublik China | 79:73    | 24:19 | 14:12 | 16:19 | 25:23 | –     |
| 16.09.2006 | Vereinigte Staaten  | Kuba                | 90:50    | 34:17 | 15:16 | 23:10 | 18:7  | –     |
| 17.09.2006 | Tschechien          | Russland            | 85:83    | 21:22 | 22:25 | 19:11 | 23:25 | –     |
| 17.09.2006 | Vereinigte Staaten  | Frankreich          | 76:41    | 24:15 | 12:12 | 23:12 | 17:2  | –     |
| 17.09.2006 | Volksrepublik China | Kuba                | 73:70    | 18:22 | 18:17 | 18:16 | 19:15 | –     |
| 18.09.2006 | Russland            | Kuba                | 96:81    | 23:21 | 22:11 | 17:19 | 34:30 | –     |
| 18.09.2006 | Volksrepublik China | Frankreich          | 66:64    | 18:20 | 12:12 | 19:11 | 17:21 | –     |
| 18.09.2006 | Vereinigte Staaten  | Tschechien          | 63:50    | 16:10 | 15:18 | 18:10 | 14:12 | –     |

| Platz | Team                | Spiele | Siege | Niederl. | Korbpunkte | Punkte |
| ----- | ------------------- | ------ | ----- | -------- | ---------- | ------ |
| 1     | Vereinigte Staaten  | 6      | 6     | 0        | 517:339    | 12     |
| 2     | Tschechien          | 6      | 4     | 2        | 438:404    | 10     |
| 3     | Russland            | 6      | 3     | 3        | 493:446    | 9      |
| 4     | Frankreich          | 6      | 3     | 3        | 414:410    | 9      |
| 5     | Volksrepublik China | 6      | 3     | 3        | 421:477    | 9      |
| 6     | Kuba                | 6      | 2     | 4        | 405:475    | 8      |

### Platzierungsspiele (Platz 13 bis 16)
| Datum      | Team 1   | Team 2  | Ergebnis | 1. Q. | 2. Q. | 3. Q. | 4. Q. | Verl. |
| ---------- | -------- | ------- | -------- | ----- | ----- | ----- | ----- | ----- |
| 16.09.2006 | Taiwan   | Nigeria | 81:77    | 18:19 | 23:20 | 19:19 | 21:19 | –     |
| 16.09.2006 | Südkorea | Senegal | 75:69    | 18:13 | 23:23 | 20:17 | 14:16 | –     |

#### Spiel um Platz 15 (Ibirapuera)
| Datum      | Team 1  | Team 2  | Ergebnis | 1. Q. | 2. Q. | 3. Q. | 4. Q. | Verl. |
| ---------- | ------- | ------- | -------- | ----- | ----- | ----- | ----- | ----- |
| 17.09.2006 | Senegal | Nigeria | 66:64    | 9:14  | 16:9  | 24:24 | 17:17 | –     |

#### Spiel um Platz 13 (Barueri)
| Datum      | Team 1   | Team 2 | Ergebnis | 1. Q. | 2. Q. | 3. Q. | 4. Q. | Verl. |
| ---------- | -------- | ------ | -------- | ----- | ----- | ----- | ----- | ----- |
| 17.09.2006 | Südkorea | Taiwan | 73:52    | 21:14 | 16:14 | 15:14 | 21:10 | –     |

## Finalrunde
Die Partien der Finalrunde wurden in São Paulo ausgetragen.

### Turnierbaum
|  | Viertelfinale      | Viertelfinale      |               |                    | Halbfinale       | Halbfinale |  |  | Finale        | Finale        |
|  |                    |                    |               |                    |                  |            |  |  |               |               |
|  | 20. September      |                    |               |                    |                  |            |  |  |               |               |
|  | Australien         | 79                 |               |                    |                  |            |  |  |               |               |
|  | Australien         | 79                 | 21. September |                    |                  |            |  |  |               |               |
|  | Frankreich         | 66                 |               |                    |                  |            |  |  |               |               |
|  | Frankreich         | 66                 | Australien    | 88                 |                  |            |  |  |               |               |
|  |                    |                    | Australien    | 88                 |                  |            |  |  |               |               |
|  |                    | Brasilien          | 76            |                    |                  |            |  |  |               |               |
|  | Tschechien         | Brasilien          | 76            | 51                 |                  |            |  |  |               |               |
|  | Tschechien         |                    |               | 51                 |                  |            |  |  |               |               |
|  | Brasilien          | 75                 |               | 23. September      | 23. September    |            |  |  |               |               |
|  | 20. September      | 20. September      | Australien    | 91                 |                  |            |  |  |               |               |
|  | 20. September      | 20. September      |               | Russland           | 74               |            |  |  |               |               |
|  | Spanien            | 56                 |               |                    |                  |            |  |  |               |               |
|  | Russland           | 60                 |               |                    |                  |            |  |  |               |               |
|  | Russland           | 60                 | Russland      | 75                 |                  |            |  |  |               |               |
|  |                    |                    | Russland      | 75                 | Spiel um Platz 3 |            |  |  |               |               |
|  |                    | Vereinigte Staaten | 68            |                    |                  |            |  |  |               |               |
|  | Vereinigte Staaten | Vereinigte Staaten | 68            | 90                 | Brasilien        | 59         |  |  |               |               |
|  | Vereinigte Staaten | 21. September      |               | 90                 | Brasilien        | 59         |  |  |               |               |
|  | Litauen            | 56                 |               | Vereinigte Staaten | 99               |            |  |  |               |               |
|  | Litauen            | 56                 |               |                    | 99               |            |  |  |               |               |
|  | 20. September      | 20. September      |               |                    |                  |            |  |  | 23. September | 23. September |

### Viertelfinale
| Datum      | Team 1             | Team 2     | Ergebnis | 1. Q. | 2. Q. | 3. Q. | 4. Q. | Verl. |
| ---------- | ------------------ | ---------- | -------- | ----- | ----- | ----- | ----- | ----- |
| 20.09.2006 | Australien         | Frankreich | 79:66    | 23:13 | 19:15 | 19:16 | 18:22 | –     |
| 20.09.2006 | Brasilien          | Tschechien | 75:51    | 19:19 | 27:9  | 16:12 | 13:11 | –     |
| 20.09.2006 | Russland           | Spanien    | 60:56    | 11:21 | 20:6  | 10:19 | 19:10 | –     |
| 20.09.2006 | Vereinigte Staaten | Litauen    | 90:56    | 27:26 | 21:6  | 21:5  | 21:19 | –     |

### Halbfinale
| Datum      | Team 1     | Team 2             | Ergebnis | 1. Q. | 2. Q. | 3. Q. | 4. Q. | Verl. |
| ---------- | ---------- | ------------------ | -------- | ----- | ----- | ----- | ----- | ----- |
| 21.09.2006 | Australien | Brasilien          | 88:76    | 21:21 | 18:19 | 18:24 | 31:12 | –     |
| 21.09.2006 | Russland   | Vereinigte Staaten | 75:68    | 25:13 | 12:19 | 21:6  | 17:30 | –     |

### Spiel um Platz 3
| Datum      | Team 1             | Team 2    | Ergebnis | 1. Q. | 2. Q. | 3. Q. | 4. Q. | Verl. |
| ---------- | ------------------ | --------- | -------- | ----- | ----- | ----- | ----- | ----- |
| 23.09.2006 | Vereinigte Staaten | Brasilien | 99:59    | 31:21 | 18:13 | 34:11 | 16:14 | –     |

### Finale
| Datum      | Team 1     | Team 2   | Ergebnis | 1. Q. | 2. Q. | 3. Q. | 4. Q. | Verl. |
| ---------- | ---------- | -------- | -------- | ----- | ----- | ----- | ----- | ----- |
| 23.09.2006 | Australien | Russland | 91:74    | 19:15 | 24:20 | 26:20 | 22:19 | –     |

### Platzierungsrunde (Platz 5 bis 8)
Die Verlierer des Viertelfinales spielten Platz 5 bis Platz 8 untereinander aus.
|  | Halbfinale       | Halbfinale    |               |    | Spiel um Platz 5 | Spiel um Platz 5 |
|  |                  |               |               |    |                  |                  |
|  | Frankreich       | 79            |               |    |                  |                  |
|  | Tschechien       | 78            |               |    |                  |                  |
|  | 21. September    |               |               |    |                  |                  |
|  |                  |               | 22. September |    |                  |                  |
|  | Frankreich       | 79            |               |    |                  |                  |
|  |                  | Litauen       | 73            |    |                  |                  |
|  |                  |               |               |    |                  |                  |
|  | Spiel um Platz 7 |               |               |    |                  |                  |
|  | 21. September    | 21. September | Tschechien    | 57 |                  |                  |
|  | Spanien          | 71            | Spanien       | 49 |                  |                  |
|  | Litauen          | 80            |               |    | 22. September    | 22. September    |

| Datum      | Team 1     | Team 2     | Ergebnis | 1. Q. | 2. Q. | 3. Q. | 4. Q. | Verl. |
| ---------- | ---------- | ---------- | -------- | ----- | ----- | ----- | ----- | ----- |
| 21.09.2006 | Frankreich | Tschechien | 79:78    | 17:20 | 11:15 | 23:15 | 18:19 | 10:9  |
| 21.09.2006 | Litauen    | Spanien    | 80:71    | 12:11 | 18:19 | 19:14 | 31:27 | –     |

#### Spiel um Platz 7
| Datum      | Team 1     | Team 2  | Ergebnis | 1. Q. | 2. Q. | 3. Q. | 4. Q. | Verl. |
| ---------- | ---------- | ------- | -------- | ----- | ----- | ----- | ----- | ----- |
| 22.09.2006 | Tschechien | Spanien | 57:49    | 15:15 | 6:10  | 16:9  | 20:15 | –     |

#### Spiel um Platz 5
| Datum      | Team 1     | Team 2  | Ergebnis | 1. Q. | 2. Q. | 3. Q. | 4. Q. | Verl. |
| ---------- | ---------- | ------- | -------- | ----- | ----- | ----- | ----- | ----- |
| 22.09.2006 | Frankreich | Litauen | 79:73    | 23:16 | 18:18 | 18:12 | 20:27 | –     |

### Platzierungsrunde (Platz 9 bis 12)
|  | Halbfinale        | Halbfinale    |               |    | Spiel um Platz 9 | Spiel um Platz 9 |
|  |                   |               |               |    |                  |                  |
|  | Argentinien       | 76            |               |    |                  |                  |
|  | Kuba              | 73            |               |    |                  |                  |
|  | 20. September     |               |               |    |                  |                  |
|  |                   |               | 21. September |    |                  |                  |
|  | Argentinien       | 74            |               |    |                  |                  |
|  |                   | Kanada        | 57            |    |                  |                  |
|  |                   |               |               |    |                  |                  |
|  | Spiel um Platz 11 |               |               |    |                  |                  |
|  | 20. September     | 20. September | Kuba          | 71 |                  |                  |
|  | China             | 61            | China         | 68 |                  |                  |
|  | Kanada            | 65            |               |    | 21. September    | 21. September    |

| Datum      | Team 1      | Team 2 | Ergebnis | 1. Q. | 2. Q. | 3. Q. | 4. Q. | Verl. |
| ---------- | ----------- | ------ | -------- | ----- | ----- | ----- | ----- | ----- |
| 20.09.2006 | Argentinien | Kuba   | 76:73    | 21:20 | 19:16 | 11:23 | 25:14 | –     |
| 20.09.2006 | Kanada      | China  | 65:61    | 15:17 | 17:7  | 14:21 | 19:16 | –     |

#### Spiel um Platz 11
| Datum      | Team 1 | Team 2 | Ergebnis | 1. Q. | 2. Q. | 3. Q. | 4. Q. | Verl. |
| ---------- | ------ | ------ | -------- | ----- | ----- | ----- | ----- | ----- |
| 21.09.2006 | Kuba   | China  | 71:68    | 25:21 | 10:13 | 13:19 | 15:23 | –     |

#### Spiel um Platz 9
| Datum      | Team 1      | Team 2 | Ergebnis | 1. Q. | 2. Q. | 3. Q. | 4. Q. | Verl. |
| ---------- | ----------- | ------ | -------- | ----- | ----- | ----- | ----- | ----- |
| 21.09.2006 | Argentinien | Kanada | 74:57    | 19:15 | 12:15 | 22:14 | 21:13 | –     |

## Endstand
Der offizielle Endstand zum Abschluss des Turniers:
| Rang   | Team               | Bilanz | WM-Teilnahme |
| ------ | ------------------ | ------ | ------------ |
| Gold   | Australien         | 9:0    | 12.          |
| Silber | Russland           | 5:4    | 3.           |
| Bronze | Vereinigte Staaten | 8:1    | 14.          |
| 4      | Brasilien          | 5:4    | 14.          |
| 5      | Frankreich         | 5:4    | 7.           |
| 6      | Litauen            | 4:5    | 3.           |
| 7      | Tschechien         | 5:4    | 1.           |
| 8      | Spanien            | 4:5    | 4.           |
| 9      | Argentinien        | 5:3    | 7.           |
| 10     | Kanada             | 2:6    | 8.           |
| 11     | Kuba               | 3:5    | 10.          |
| 12     | China              | 3:5    | 7.           |
| 13     | Südkorea           | 2:3    | 12.          |
| 14     | Chinesisch Taipeh  | 1:4    | 4.           |
| 15     | Senegal            | 1:4    | 6.           |
| 16     | Nigeria            | 0:5    | 1.           |

## Statistiken

### Punkte pro Spiel
| Rank | Name            | Land                | Spiele | Punkte | Schnitt |
| ---- | --------------- | ------------------- | ------ | ------ | ------- |
| 1    | Lauren Jackson  | Australien          | 8      | 170    | 21,3    |
| 2    | Amaya Valdemoro | Spanien             | 9      | 191    | 21,2    |
| 3    | Penny Taylor    | Australien          | 8      | 144    | 18,0    |
| 4    | Miao Lijie      | Volksrepublik China | 8      | 141    | 17,6    |
| 5    | Yayma Boulet    | Kuba                | 8      | 140    | 17,5    |

### Rebounds pro Spiel
| Rank | Name                | Land        | Spiele | Punkte | Schnitt |
| ---- | ------------------- | ----------- | ------ | ------ | ------- |
| 1    | Lauren Jackson      | Australien  | 8      | 72     | 9,0     |
|      | Kim Kwe-ryong       | Südkorea    | 5      | 45     | 9,0     |
| 3    | Marija Stepanowa    | Russland    | 9      | 78     | 8,7     |
| 4    | Alessandra Oliveira | Brasilien   | 8      | 69     | 8,6     |
| 5    | Gisela Vega         | Argentinien | 8      | 68     | 8,5     |

### Assists pro Spiel
| Rank | Name               | Land               | Spiele | Punkte | Schnitt |
| ---- | ------------------ | ------------------ | ------ | ------ | ------- |
| 1    | Itoro Umoh         | Nigeria            | 5      | 28     | 5,6     |
| 2    | Sue Bird           | Vereinigte Staaten | 9      | 41     | 4,6     |
| 3    | Teresa Kleindienst | Kanada             | 8      | 35     | 4,4     |
| 4    | Audrey Gillespie   | Frankreich         | 9      | 36     | 4,0     |
|      | Kristi Harrower    | Australien         | 7      | 28     | 4,0     |

## Ehrungen
- Penny Taylor vom Goldmedaillengewinner Australien wurde als Wertvollste Spielerin (MVP) des Turniers ausgezeichnet. Im Goldmedaillenspiel gegen Russland erzielte sie 28 Punkte und 9 Rebounds. Im Schnitt erzielte Taylor 18,0 Punkte, 5,4 Rebounds und 3,1 Assists pro Spiel und hatte Trefferquoten von 59,3 Prozent aus dem Feld (51 von 86), 40,0 Prozent von der Dreipunktelinie (12 von 30) sowie 85,7 Prozent bei den Freiwürfen (30 von 35). Ihre Teamkollegin Lauren Jackson belegte Platz 2 in der Wahl. Die Russin Marija Stepanowa wurde Dritte.
- Ins All-Tournament Team wurden neben Penny Taylor auch ihre Teamkollegin Lauren Jackson (beide Forwards), Marija Stepanowa (Center) aus Russland sowie die beiden Guards Sue Bird und Diana Taurasi aus den Vereinigten Staaten gewählt.

## Schiedsrichter
Für das Turnier wurden folgende 25 professionelle Schiedsrichter ausgewählt:
| - Antonio Conde Spanien - Chantal Julien Frankreich - Diego Hernan Rougier Argentinien - Elena Chernova Russland - Fátima Aparecida da Silva Brasilien - Gabriel Chiel Baum Spalter Uruguay - Gabriela Schaer Araya Costa Rica - Gens Vadayattu Varghese Indien - Heros Avanessian Iran | - Ivo Dolinek Tschechien - Karolina Andersson Finnland - Kestutis Pilipauskas Litauen - Kok Yew Ho Malaysia - Ling Peng Volksrepublik China - Matej Boltauzer Slowenien - Moussa Ismaila Toure Mali - Nadiene Renée Crowley Kanada | - Nancy Etheir Kanada - Oscar Lefwerth Schweden - Philippe Leemann Schweiz - Roberto Omar Smith Argentinien - Sérgio de Jesus Pacheco Brasilien - Susan Elaine Blauch Vereinigte Staaten - Vaughan Charles Mayberry Australien - Vitalis Odhiambo Gode Kenia |